# Målarduk

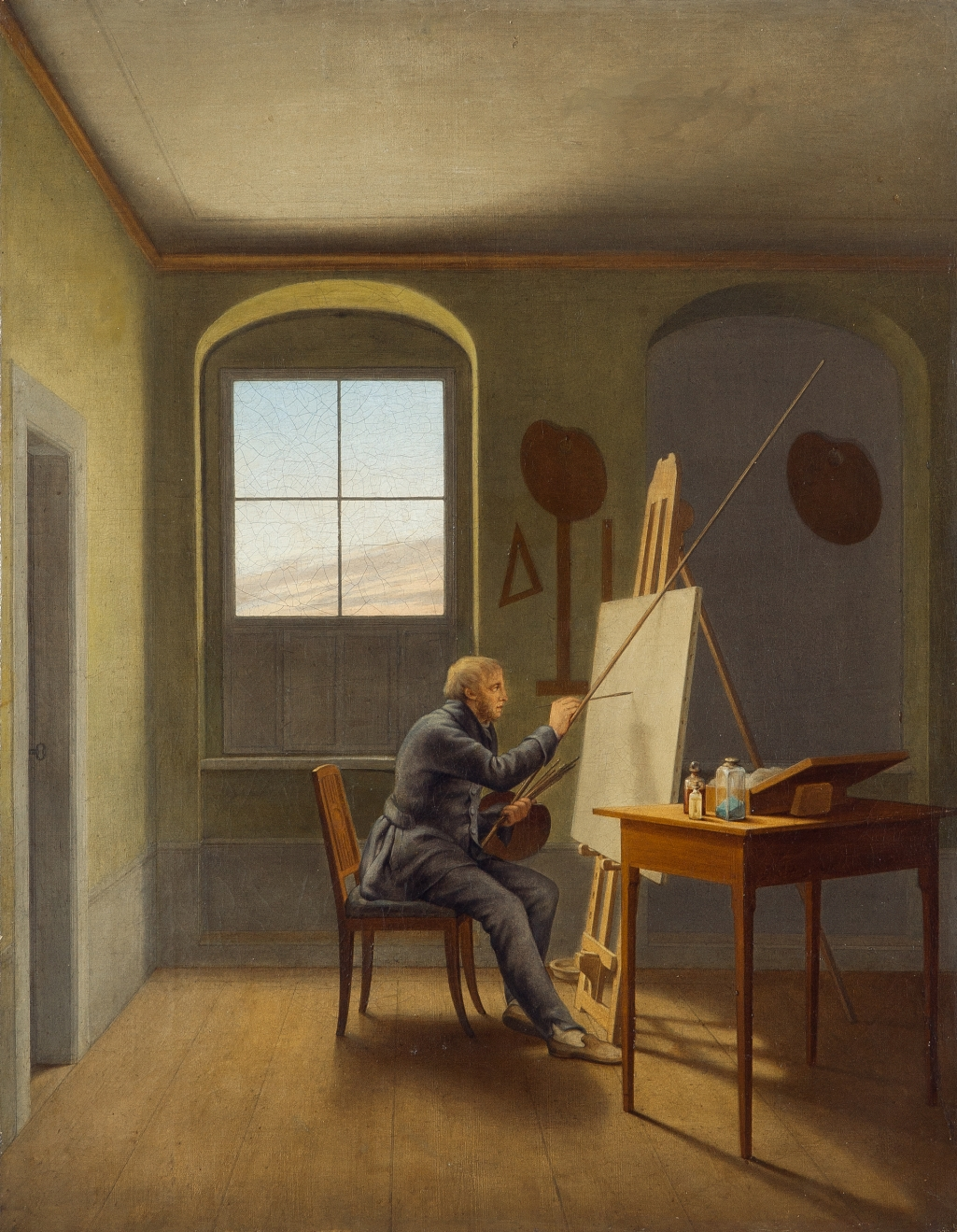
"Caspar David Friedrich im Atelier III"
(1814–1819)
Georg Friedrich Kersting
Replik av målning från 1811.
Kunsthalle Mannheim
Oljemålning på duk, föreställande Caspar David Friedrich framför en målarduk i sin ateljé.

Målarduk, även kallad tavelduk eller kanvas, är ett ofta använt underlag i konstmåleri, framför allt för olje- och akrylfärger. Duken görs i ett kraftigt tygmaterial, oftast en tuskaftsväv av lin (linne) eller bomull, alternativt av syntetfiber, såsom polyester.
Målarduken brukar spännas upp på en spännram, som, ifall den kan spännas ut med kilar, också kallas kilram. Duken kan även monteras på en fast skiva, vilket ger en dukpannå.
I konstnärsbutiker kan man köpa målarduk som metervara och spännramsdelar för egen montering. Där, och i en del andra butiker, kan man även köpa redan uppspända målardukar i olika storlekar.

## Material

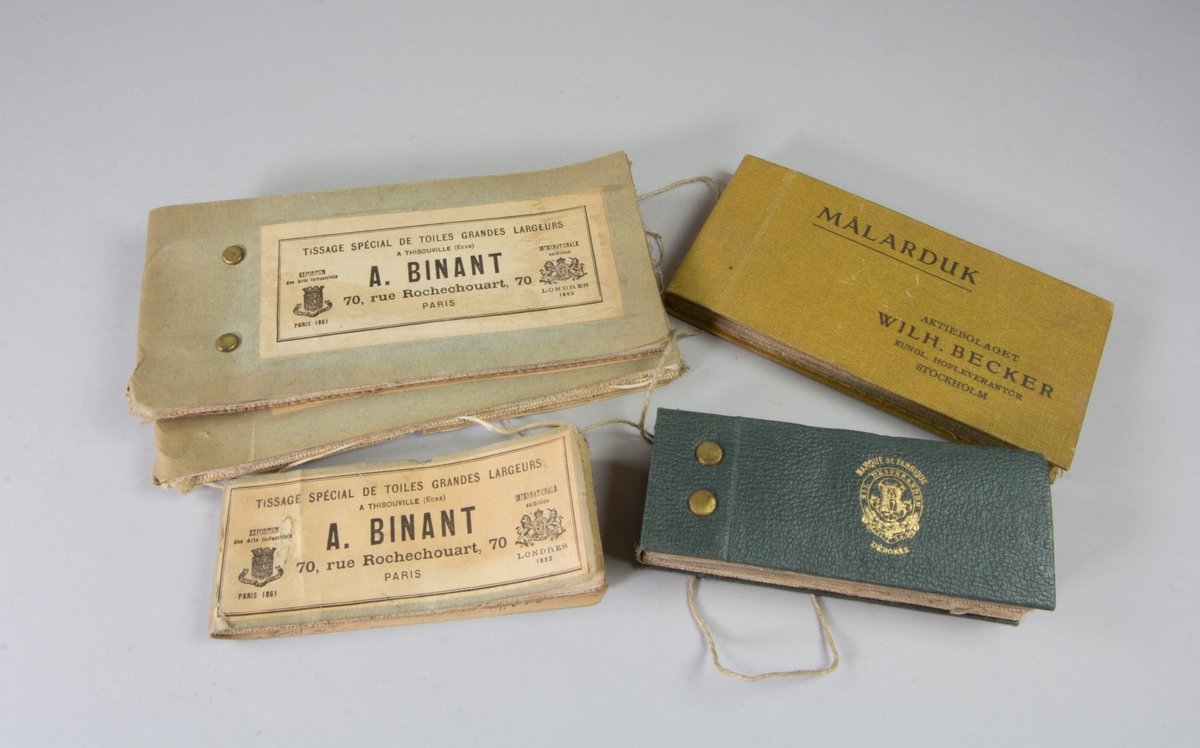
Fem provböcker med pappomslag innehållande prover på målarduk i olika kvalitet, från 1890-1920. Har tillhört Julius Kronberg.

Bomull och linne är numera de vanligaste materialen i målardukar. Andra exempel på växtfibermaterial är jute och hampa. Syntetdukar, åtminstone i polyester, har visat sig kunna ha mycket hög kvalitet, men de har ännu (2021) inte nått samma popularitet som bomulls- och linnedukar.

### Bomull
Bomull är det mest använda materialet för målardukar. Det introducerades under senare delen av 1800-talet som ett billigare alternativ till bland annat linnedukar, som då var vanligast.
Bomullsdukar har i allmänhet en mer enhetlig vävstruktur än linnedukar. De har hög elasticitet, vilket inte passar alla att måla på. Det gör dock att de kan upplevas enklare att spänna upp med ett slätt resultat.
En nackdel på längre sikt är att bomulldukar snabbare tappar form och börjar hänga. Bomull används därför helst där duken inte belastas med så stor vikt. Det finns dock robustare högkvalitetsdukar som presterar bättre än andra.

### Linne

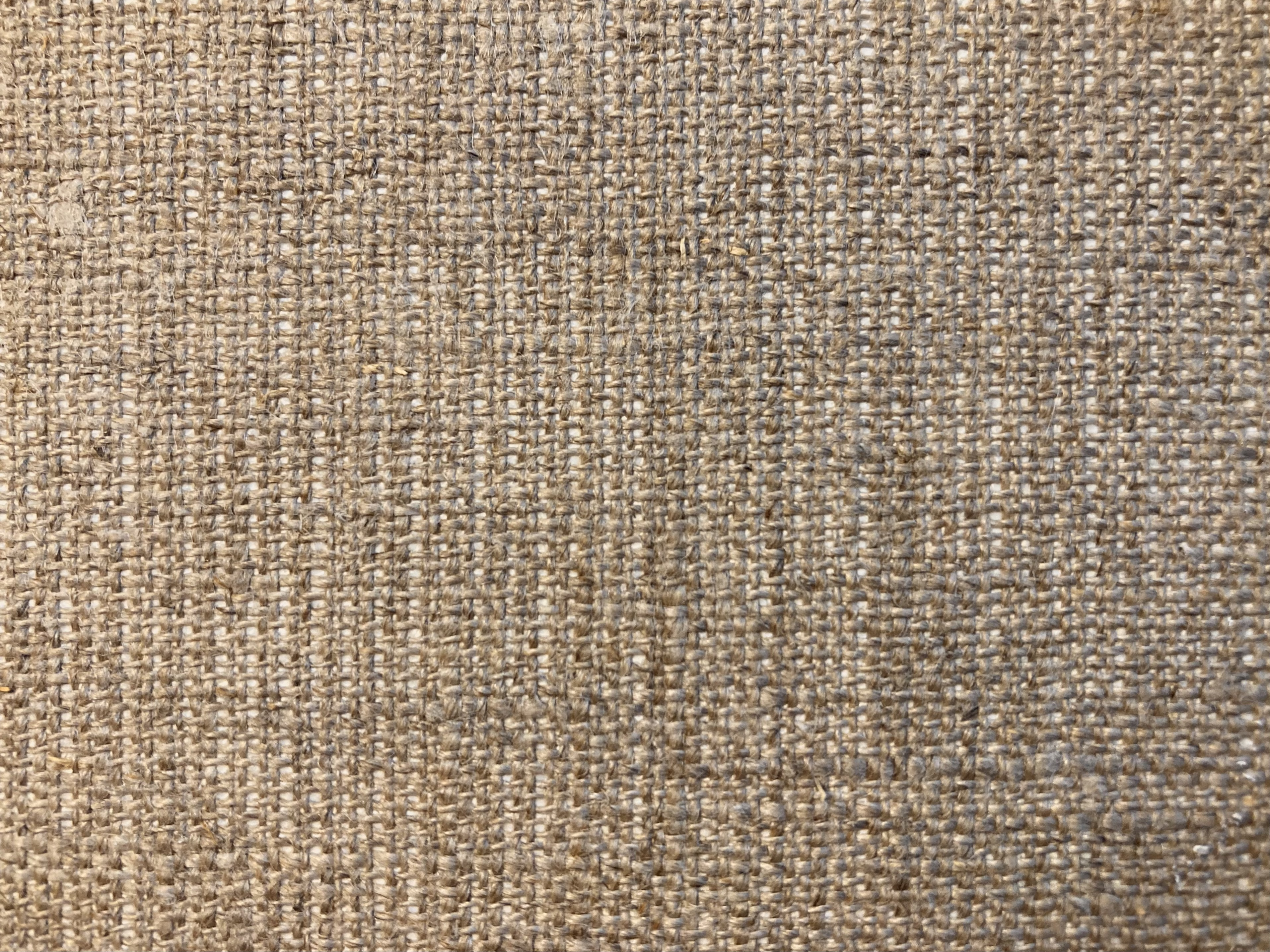
Närbild av målarduk i linne.

Linneduk är stadigare och håller över tid sin form bättre än bomull, något som är särskilt viktigt om man använder stora dukar. Den stummare duken ger också bättre kontroll vid målandet.
Linneduk har en mer varierad gräng (ytstruktur) än bomull. Det finns många olika varianter, bland annat med grövre eller med extra fin och slät gräng. En nackdel med linne är det högre priset.
Det stummare materialet gör att linne kräver lite mer noggranhet när man spänner upp det, då en ojämn sträckning märks tydligare än med en mer elastisk bomullsduk.

### Polyester
Polyesterduk av god kvalitet är stadigare och håller sin form över tid bättre än både linne och bomull. Polyesterduk används därför gärna av målerikonservatorer vid reparation av och förebyggande åtgärder för målningar.
En nackdel med polyesterdukens oflexibla karaktär är att den inte återtar sin form om den blivit alltför deformerad, till exempel om ett föremål råkar stöta in i och tänja ut en del av duken.
Strukturen är vanligen finare än hos växtfiberalternativen.
Polyesterduk brukar säljas till lägre pris än linne. Eftersom materialet är betydligt stummare än linne, kräver det mer noggranhet, och tålamod, att spänna upp själv, och då det är ett starkt material som är relativt opåverkat av temperatur och fuktighet, medan en spännram i trä fortfarande ändrar storlek, rekommenderas det att man använder extra stabilt rammaterial.

## Grundering

### Isolering / försegling
Fibrerna i en ny, obehandlad målarduk bör isoleras, eller förseglas, med ett lämpligt preparat, ibland kallat lim. Det är ofta baserat på akrylbindemedel eller polyvinylacetat (PVA).
Om man tänker använda oljefärger, går det även att använda det traditionella hudlimmet, ifall duken har ett fast underlag, som på en dukpannå. Med en duk utan fast underlag orsakar hudlim, och liknande animaliska lim, lätt sprickor i målningen, eftersom de fortsätter ändra storlek vid skiftningar i luftfuktighet. Hudlim ska inte kombineras med akrylgesso eller akrylfärger, eftersom det ger otillräckligt fäste för dessa.
Med isolering, eller försegling, undviker man missfärgningar orsakade av underlaget, av eventuella kemikalier från tillverkningsprocessen som finns kvar i dukens fibrer. Behandlingen bidrar också till att göra fibrerna mindre absorberande och till att strama upp underlaget. Det är inte minst ett skydd för duken om man tänker använda oljefärger på en bomulls- eller linneduk, eftersom fibrernas nedbrytning påskyndas av den sura miljön hos torkande oljor.
För polyesterduk väljs gärna ett akrylbaserat preparat; det bidrar inte minst till att ge ett bra grepp vid påstrykning av akrylgesso eller oljegrund.

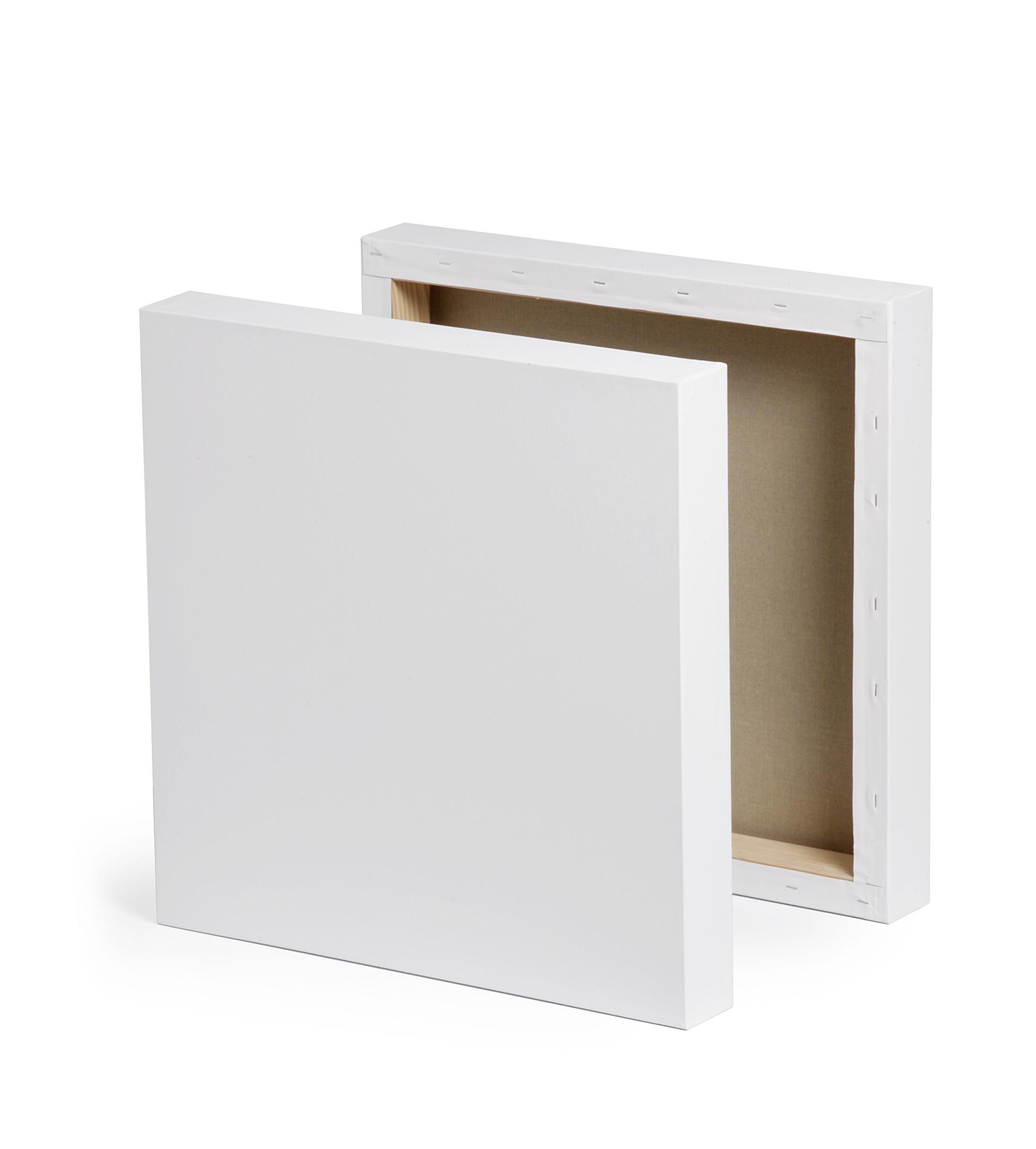
Grunderade målardukar på spännram.

### Gesso / grund
Efter att dukens fibrer isolerats enligt ovan, rekommenderas det att man skapar ett lämpligt underlag för målningen med några lager gesso, bland annat för att göra ytan slät och lagom absorberande med bra grepp för färgen.
Akrylgesso har blivit den vanligaste typen, och den används inte bara för akrylmålning, utan även för oljemålning. När man köper en redan grunderad målarduk som anges vara "allroundpreparerad för olje- eller akrylmålning", är det ofta akrylgesso som använts.
För oljemålning kan man annars gärna välja en oljebaserad gesso, ofta kallad oljegrund. Om duken har isolerats med hudlim, är det bara oljebaserad grund som gäller. Den passar däremot inte för akrylmålning.

### Förgrunderad duk
Redan grunderad duk av olika slag säljs både som metervara och uppspänd på ram i olika storlekar. Kvaliteten varierar stort och många innehåller ämnen som kan ha negativ inverkan på målningen, så om man är ute efter en hållbar kvalitet bör man ta reda på vad som använts i just den produkt man köper. Flera ger helt enkelt otillräckligt grepp för färgen, och ett vanligt råd är att själv, helst efter att ha sandpapprat ytan lätt, lägga på gesso som täcker den förpreparerade ytan innan man börjar måla.

## Historia

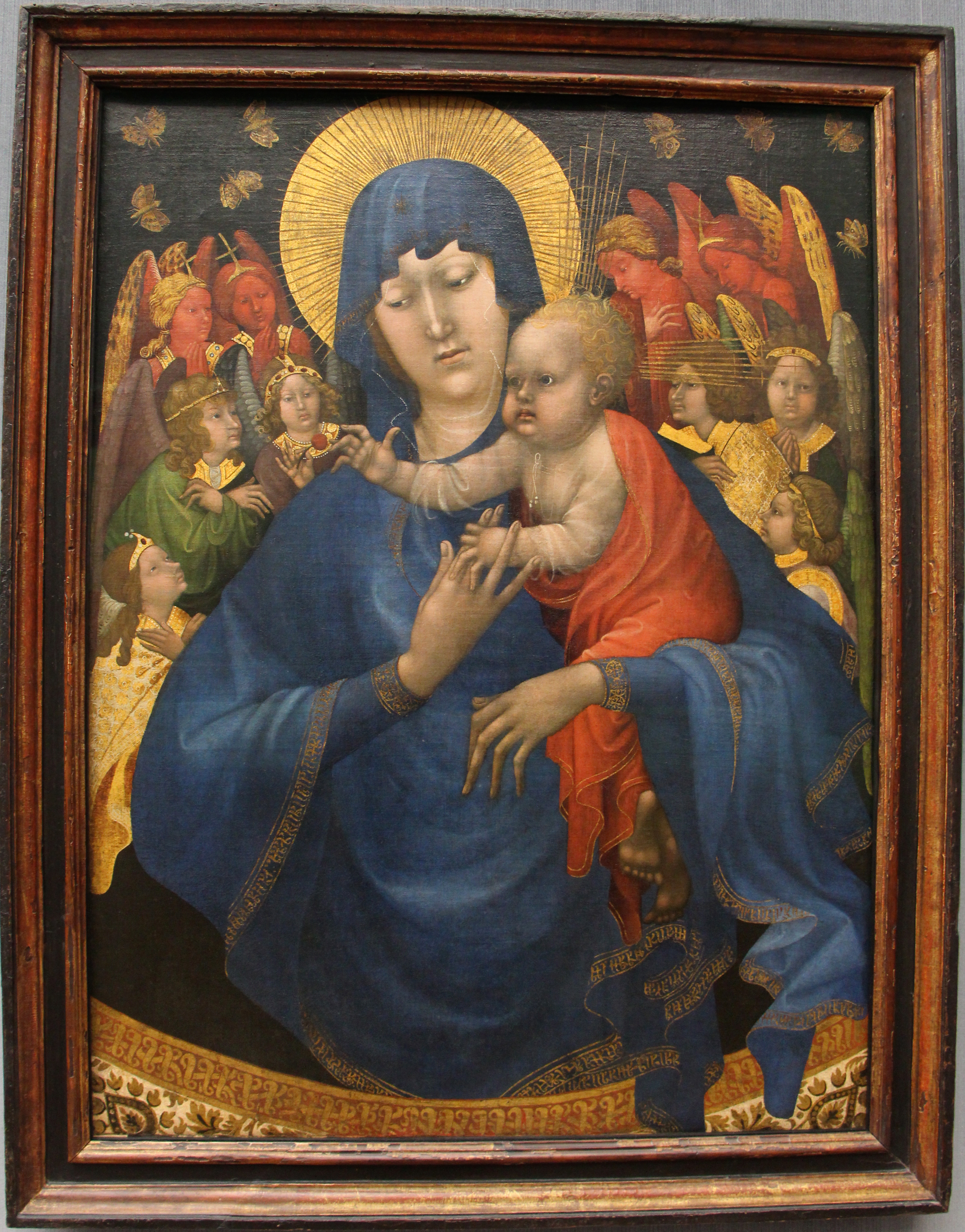
Madonna med fjärilar
(ca 1410–1415)
Tempera på duk 107,5 x 80,9 cm
Gemäldegalerie, Berlin Möjligen påbörjad av Johan Maelwael och färdigställd av Henri Bellechose efter den förres död 1415 i Dijon.

En av de äldsta bevarade målningarna på duk är "Madonna med fjärilar" från omkring 1410–1415, på Gemäldegalerie i Berlin. Vävda textilier användes som målningsunderlag långt tidigare än så, men i Europa är det väldigt få som överlevt från tiden före 1400-talet, möjligen på grund av att de målningsmedier man använde inte gav tillräckligt skydd för duken.
I Europa ökade användningen av målarduk från slutet av 1400-talet, inte minst inom venetianskt måleri. Dukar var billigare, mer praktiska att hantera och med förbättrade metoder höll de nu bättre än träpannåer, vilka hade en tendens att ändra form och spricka. Allt fler gick ifrån trä, som länge dominerat, och under 1600-talet kom duk att bli det vanligaste underlaget inom målarkonsten.
Fram till mitten av 1900-talet var det framför allt linne, men även andra bastfibertyger, såsom jute, som var mest använt i målardukar. Bomull fick, som ett billigare alternativ, allt större spridning från senare delen av 1800-talet och blev så småningom det mest använda.